# Ameropterus nigrostigma
Ameropterus nigrostigma är en insektsart som beskrevs av Navás 1932. Ameropterus nigrostigma ingår i släktet Ameropterus och familjen fjärilsländor. Inga underarter finns listade i Catalogue of Life.